# Biegacze

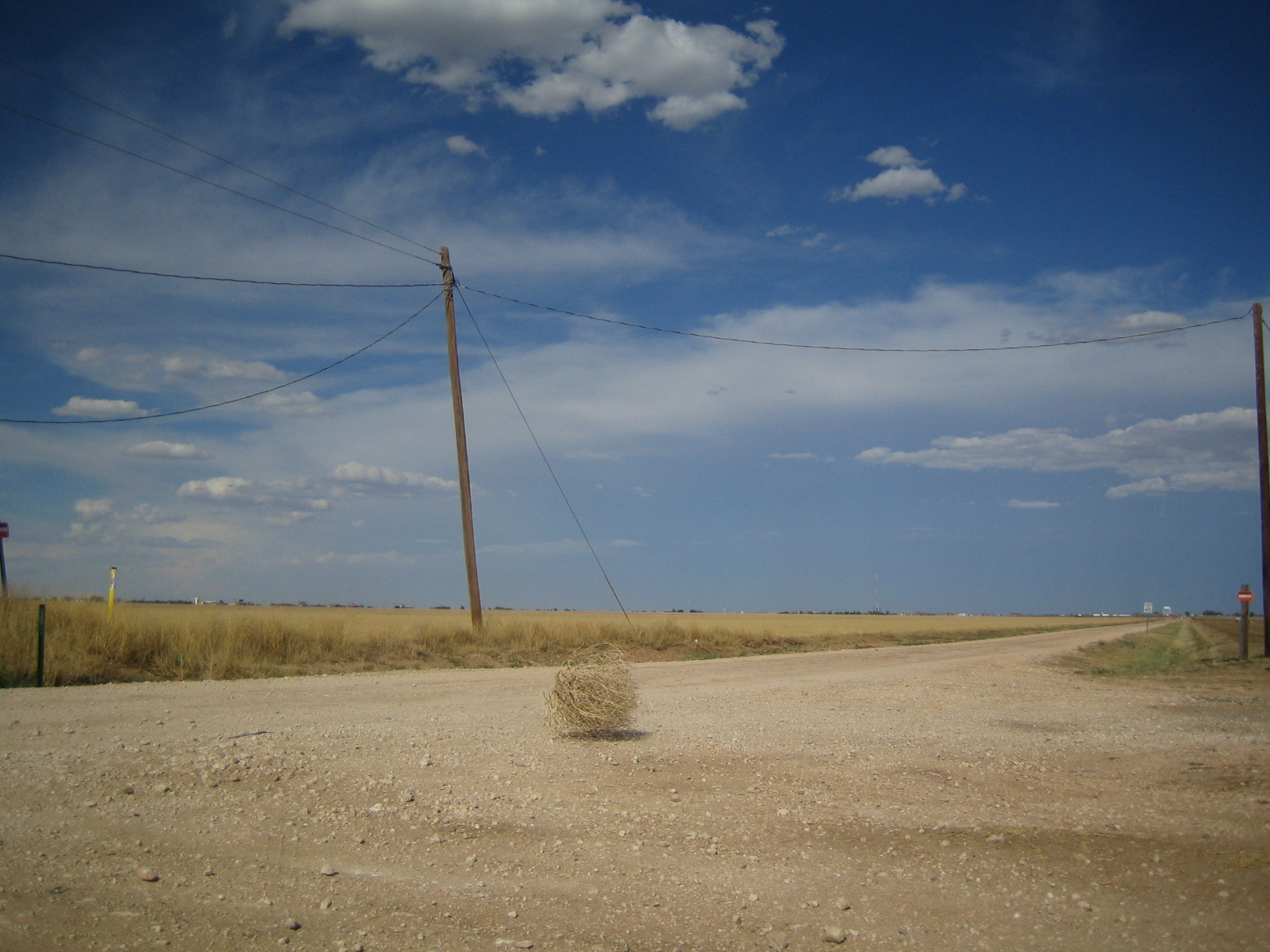
Biegacz Salsola tragus przemierzający drogę

Biegacze (b. pustynne, b. stepowe), biegusy, chamaechory – rośliny, których pędy nadziemne lub ich części (kwiatostany, dęte owoce) stanowią diaspory przemieszczające się po powierzchni ziemi pod wpływem działania wiatru. Biegacze są roślinami typowymi dla biomów pustynnych i stepowych, gdzie otwarte przestrzenie pozwalają pokonywać duże odległości. Rośliny lub ich części zyskują zdolność do toczenia się przybierając kulisty kształt oraz ażurową i lekką konstrukcję, po czym w całości lub części odłamują się. Przemieszczane przez wiatr gubią owoce i nasiona, często w znacznej odległości od miejsca rozwoju rośliny macierzystej. Czasem biegacze zbijają się w większe skupienia, mogące osiągać znaczne rozmiary. Szczególną grupą biegaczy są tzw. zmartwychwstanki, skupiające się w kule podczas suszy i uwalniające diaspory poprzez rozpostarcie pędów lub okryw koszyczków w czasie deszczu lub po trafieniu na wilgotne siedlisko. Biegacze rosnące na pustyniach dzięki zdolności do poruszania się na powierzchni gruntu unikają pogrzebania pod piaskiem.
Chamaechoria jest szczególnym rodzajem anemochorii (wiatrosiewności).

## Przykłady biegaczy w świecie roślin
Przystosowanie do rozprzestrzeniania diaspor po powierzchni ziemi za pomocą wiatru stwierdzono w 12 rodzinach roślin nasiennych: szarłatowate Amaranthaceae (w tym komosowate Chenopodiaceae), amarylkowate Amaryllidaceae, selerowate Apiaceae, złotogłowowe Asphodelaceae, astrowate Asteraceae, kapustowate Brassicaceae, ogórecznikowate Boraginaceae, goździkowate Caryophyllaceae, bobowate Fabaceae, jasnotowate Lamiaceae, wiechlinowate Poaceae i ciborowate Cyperaceae.

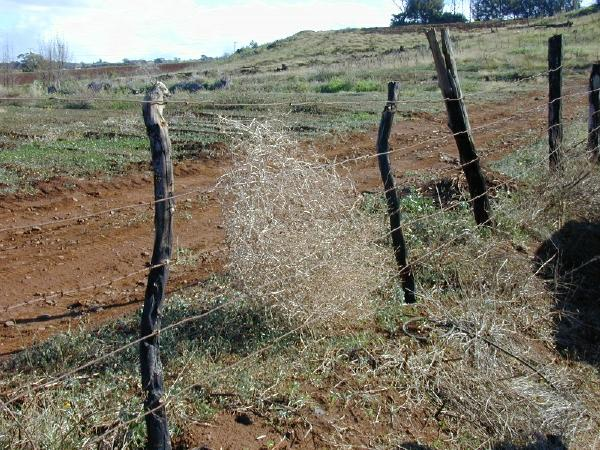
Solanka Salsola tragus zatrzymana na ogrodzeniu

Przedstawicielem biegaczy wśród szarłatowatych jest występująca także w Polsce solanka kolczysta Salsola kali. Należący do tego samego rodzaju gatunek Salsola tragus (czasem też opisywany jako odmiana solanki kolczystej – S. kali var. tenuifolia) jest uciążliwym chwastem na terenach Ameryki Północnej, dokąd zawleczony został z Eurazji w latach 70. XIX wieku. Stał się biegaczem charakterystycznym dla tamtejszych przydroży, nieużytków, pól, półpustyń i typowym elementem krajobrazu rozległych pustkowi. Z tej samej rodziny biegaczami są także np. Cycloloma atriplicifolium, Agriophyllum latifolium, przedstawiciele rodzaju wrzosowiec Corispermum, mietelnik Kochia i szarłat (np. szarłat biały Amaranthus albus i Amaranthus graecizans).

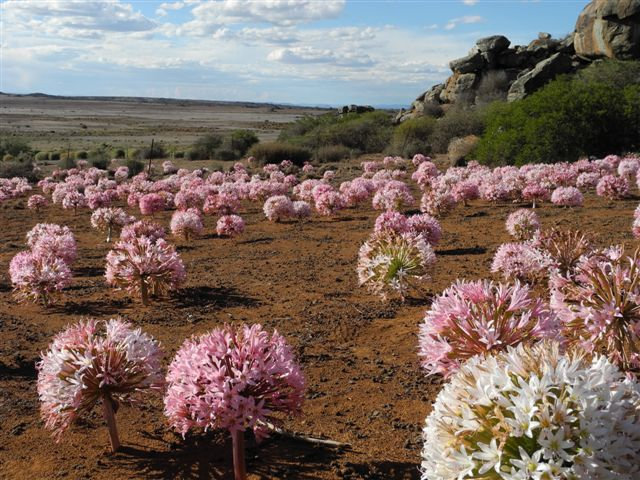
Kuliste kwiatostany Brunsvigia bosmaniae po zawiązaniu owoców toczone są przez wiatr

W obrębie rodziny amarylkowatych u roślin z kilku rodzajów (Ammocharis, Boophone i Brunsvigia) powstają kuliste kwiatostany o szypułach równej długości rozpościerających się w każdym kierunku. Po dojrzeniu owoców pozostają one na szypułach, podczas gdy cały kwiatostan odłamuje się z zasychającej łodygi, dzięki czemu może być toczony przez wiatr po powierzchni ziemi. Takie ażurowe i kuliste struktury efektywnie rozprzestrzeniają diaspory gubiąc po paru dniach torebki z nasionami. Nasiona tych roślin są mięsiste i krótkotrwałe – kiełkują niezwłocznie po kontakcie z podłożem.
W przypadku roślin selerowatych występują podobne kuliste kwiatostany jak u amarylkowatych – toczone przez wiatr, ale też niektóre gatunki mają pędy rozgałęzione w różnych kierunkach, które po zaschnięciu przybierają kulistawy kształt i przemieszczane są po powierzchni ziemi w całości, stopniowo gubiąc owoce. Do przykładów takich należy Seseli tortuosum w północnej Afryce oraz występujące m.in. w Europie Środkowej sierpnica pospolita Falcaria vulgaris i mikołajek polny Eryngium campestre.
W rodzinie astrowatych biegaczami są m.in. rośliny z rodzaju chaber (np. Centaurea diffusa), Lessingia glandulifera i Gundelia tournefortii. Z rodziny kapustowatych (krzyżowych) toczone przez wiatr są takie rośliny jak stulisz pannoński Sisymbrium altissimum i modrak Crambe, a z goździkowatych łyszczec wiechowaty Gypsophila paniculata. Możliwość przenoszenia przez wiatr przypisywana była także babce Plantago cretica, ale stwierdzono, że w istocie roślina ta zwija i rozwija tylko pędy bez przemieszczania się.
Wśród bobowatych wiele roślin wykształca same owoce w taki sposób, że są one łatwo toczone przez wiatr – ich strąki są dęte, lekkie i kulistawe. Tak jest w przypadku moszenek południowych Colutea arborescens, niektórych gatunków lucerny (Medicago scutellata, M. orbicularis), traganka Astragalus i ostrołódki Oxytropis. Czasem diasporą są owoce otoczone rozdętym kielichem – jak w przypadku przelotu pospolitego Anthyllis vulneraria. Niekiedy też całe nadziemne części roślin po zaschnięciu i odłamaniu u nasady szyi korzeniowej bywają przemieszczane przez wiatr i tak zdarza się w przypadku Baptisia tinctoria oraz roślin z rodzaju Psoralea.
Wśród traw lekkie, odłamujące się kwiatostany występują u roślin z rodzaju Spinifex, które w różnej wielkości skupieniach przemieszczane są przez wiatry na wybrzeżach Archipelagu Malajskiego i na terenach otwartych Australii. Podobne zjawisko występuje u traw z rodzajów: miłka Eragrostis, Schedonnardus i Aristida. Czasem ziarniaki z długimi ośćmi roślin z rodzaju ostnica bywają także splątane w kule toczone przez wiatr. W przypadku ciborowatych dęte owoce (pęcherzyki) powstają u turzycy mieszkowatej Carex physodes.
Podobny mechanizm rozprzestrzeniania jak w przypadku biegaczy dotyczy wielu wiatrosiewnych diaspor, które w strefie klimatu chłodnego bywają przemieszczane zimą przez ruchy powietrza po pokrywie śnieżnej.

## Biegacze wśród grzybów
Analogiczny do biegaczy sposób rozprzestrzeniania zarodników stosują także grzyby z rodzaju kurzawka Bovista. Ich kuliste, dojrzałe owocniki o średnicy kilku centymetrów po dojrzeniu mogą tracić kontakt z gruntem i toczyć się poruszane wiatrem.

## Wpływ roślinnych biegaczy na środowisko i człowieka

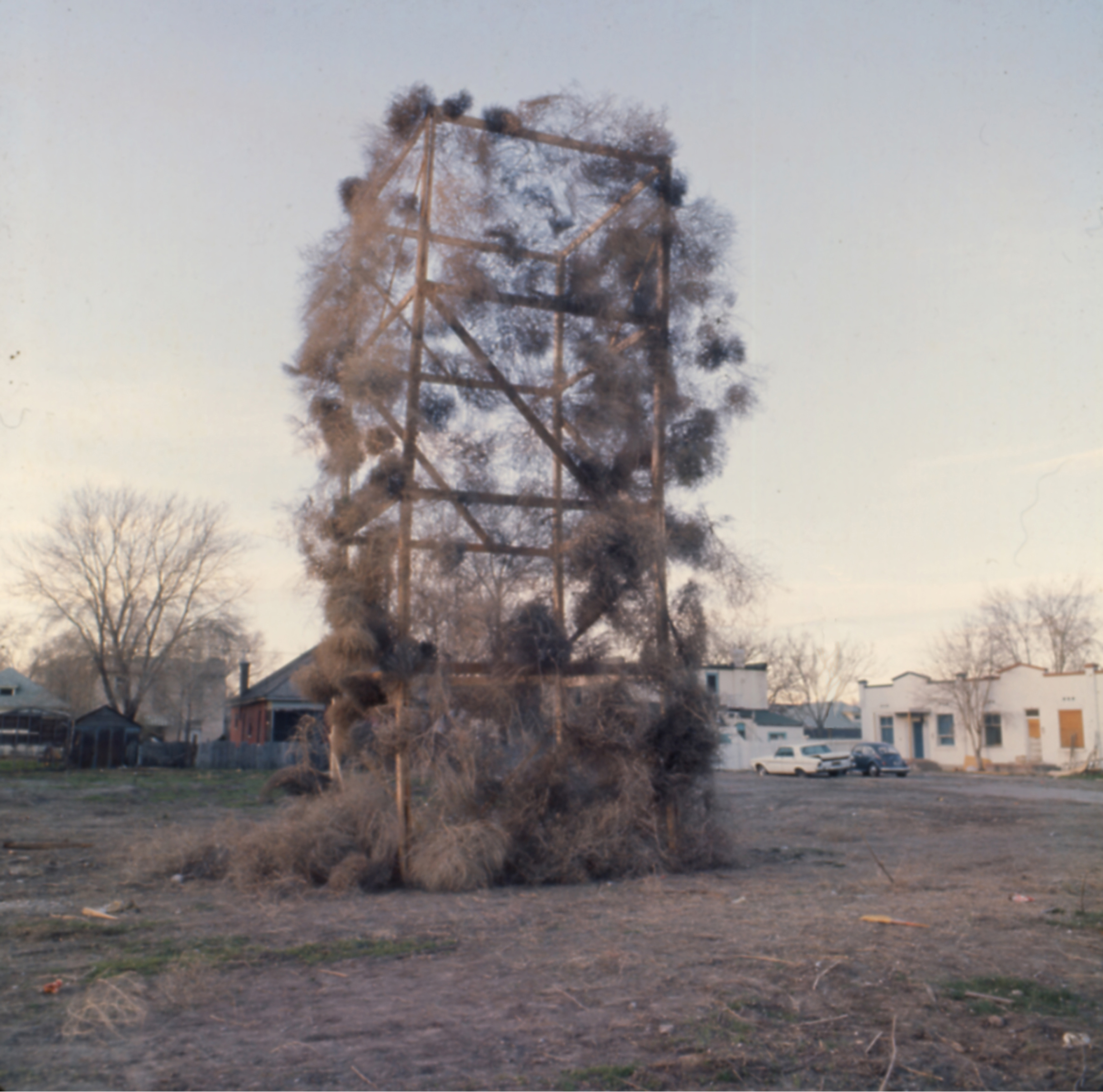
Instalacja „Łapacz biegaczy” (Tumbleweeds Catcher) z Salt Lake City w 1972

Ze względu na łatwość przemieszczania się na znaczne odległości i nierzadko wytwarzanie ogromnych ilości nasion rozprzestrzenianych po drodze (jeden duży okaz solanki może zawiązać ok. 100 tys. nasion), biegacze są uciążliwymi i skutecznymi gatunkami inwazyjnymi. Dodatkowo problemem jest to, że zasiedlają i konkurują z rodzimymi lub uprawnymi roślinami o wodę w biomach z reguły ubogich w jej zasoby.
W sprzyjających okolicznościach biegacze mogą skupiać się w wielkich ilościach, stwarzając zagrożenie dla bezpieczeństwa ludzi poruszających się na drogach z powodu ograniczenia widoczności. Poza tym ze względu na suchość i łatwopalność stwarzają też zagrożenie pożarowe. Wielkie ilości biegaczy w zachodnim Teksasie zablokowały ruch na autostradzie stanowej nr 349. W 1989 miejscowość Mobridge w Dakocie Południowej biegacze zasypały po dach około 30 budynków, po tym jak masowo solanki porosły dno wcześniej osuszonych w okolicy zbiorników. W lutym 2016 wielkie ilości kwiatostanów prosa z gatunku Panicum effusum zasypały australijskie miasto Wangaratta, miejscami tworząc warstwy osiągające kilka metrów wysokości.
Poruszające się rośliny i ich skupienia, zwłaszcza nocą, straszyły ludzi i stały się źródłem opowieści o demonach. Ludność stepów rośliny te nazywała „strasznymi, toczącymi się ziołami”.